# Alexandromys mongolicus
Alexandromys mongolicus és una espècie de talpó que es troba a la Xina, Mongòlia i Rússia.